# Гришин, Иван Александрович
Иван Александрович Гришин (21 июля 1918, Васильевка, Туркестанская АССР — 13 декабря 2006, Бишкек) — майор Советской Армии, командир пулемётной роты 112-го гвардейского стрелкового полка 39-й гвардейской стрелковой дивизии, участник Великой Отечественной войны, Герой Советского Союза (1945).

## Биография
Иван Гришин родился 21 июля 1918 года в селе Васильевка (ныне — Аламудунский район Кыргызстана) в крестьянской семье. Окончил шесть классов школы, работал в колхозе. В 1938 году Гришин был призван на службу в Рабоче-крестьянскую Красную Армию. В 1942 году он окончил курсы младших лейтенантов. С августа того же года — на фронтах Великой Отечественной войны.
Участвовал в битве за Кавказ, освобождении Польши, боях в Германии. К апрелю 1945 года гвардии капитан Иван Гришин командовал пулемётной ротой 112-го гвардейского стрелкового полка 39-й гвардейской стрелковой дивизии 8-й гвардейской армии 1-го Белорусского фронта. Отличился во время штурма Берлина.
23 апреля 1945 года Гришин одним из первых переправился через Шпрее в предместье Берлина и вместе со своей ротой захватил плацдарм на западном берегу реки, что способствовало успешной переправе остальных советских подразделений. В том бою Гришин лично уничтожил несколько десятков солдат и офицеров противника.
Указом Президиума Верховного Совета СССР от 31 мая 1945 года гвардии капитан Иван Гришин был удостоен высокого звания Героя Советского Союза с вручением ордена Ленина и медали «Золотая Звезда».
После окончания войны Гришин продолжил службу в Советской Армии. В 1948 году он окончил курсы усовершенствования офицерского состава, в 1954 году — курсы «Выстрел». В 1960 году в звании майора Гришин был уволен в запас.
Проживал в городе Бишкеке (Кыргызстан). Скончался 13 декабря 2006 года.

## Награды и звания
- Звание Герой Советского Союза. Указ Президиума Верховного Совета СССР от 31 мая 1945 года:
  - Орден Ленина.
  - медаль «Золотая Звезда».
- Орден Красного Знамени. Приказ Военного совета 8 гвардейской армии № 494/н от 25 февраля 1945 года.
- Орден Отечественной войны I степени. Указ Президиума Верховного Совета СССР от 11 марта 1985 года.
- Орден Отечественной войны II степени. Приказ командира 28 гвардейского стрелкового корпуса № 065/н от 20 августа 1944 года.
- Орден Красной Звезды.
- Медаль За Отвагу.
- Медаль За Боевые Заслуги.
- Медаль За Победу над Германией.
- Медали СССР.